# Vika
Vika (auch Vika Kyrkby) ist ein Ort (schwedisch tätort) in der Gemeinde Falun der schwedischen Provinz Dalarnas län sowie der historischen Provinz Dalarna. Im Jahr 2015 hatte der Ort 582 Einwohner auf einer Fläche von 99 Hektar.
Die Steinkirche von Vika (Vika kyrka) aus dem Jahre 1469 ist bekannt für ihre Wandmalereien. An der Nordseite der Kirche befindet sich ein Anbau; vom Glockenturm der Kirche kann man die Umgebung überblicken.
Historisch war Vika Zentrum eines nach ihm benannten Kirchspiels (socken), heute einer Kirchengemeinde (församling).
Der Ort liegt am nördlichen Ufer des Sees Vikasjön, der über den bei Vika liegenden Vikasund mit dem Runn verbunden ist. Rund um den See gruppieren sich – von Osten nach Westen – die kleineren Orte Strand, Rankhyttan, Folkarbyn und Rensbyn, die ebenfalls der Kirchengemeinde Vika angehören.
Des Weiteren existieren eine Bibliothek (Vika bibliotek) und eine Schule (Vikaskolan).